# Adcatomus ciudadus
Adcatomus ciudadus là một loài nhện trong họ Sparassidae.
Loài này thuộc chi Adcatomus. Adcatomus ciudadus được Ferdinand Karsch miêu tả năm 1880.